# Kanton Tourcoing-Nord-Est
Tourcoing-Nord-Est (Nederlands: Tourcoing-Noordoost) is een voormalig kanton van het Franse Noorderdepartement. Het kanton maakte deel uit van het arrondissement Rijsel. In 2015 is het kanton opgegaan in het nieuw gevormde kanton Roubaix-1.

## Gemeenten
Het kanton Tourcoing-Nord-Est omvatte de volgende gemeenten:
- Neuville-en-Ferrain
- Tourcoing (deels, hoofdplaats)